# تنگه کاستالونگا

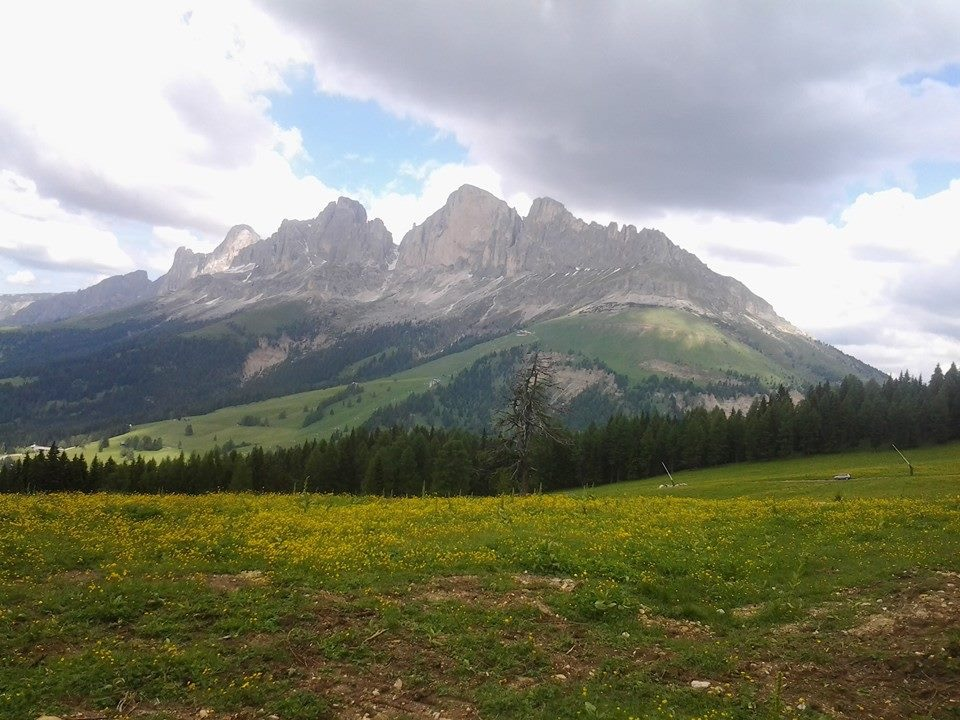
کوه روزنگارتن در تنگه کاستالونگا

تنگه کاستالونگا (به ایتالیایی: passo di Costalunga) (به آلمانی: Karerpass) یک گذرگاه کوهستانی در کوه‌های آلپ ایتالیا (روزن‌گارتن و لاتمار) که دو شهر سوراگا و کارزا را به مرتبط می‌کند . از تفریحات تنگه کاستالونگا می‌شود به دوچرخه سواری ، پیاده‌روی ، اسکی نام برد . 